# Archiv der Stadt Linz

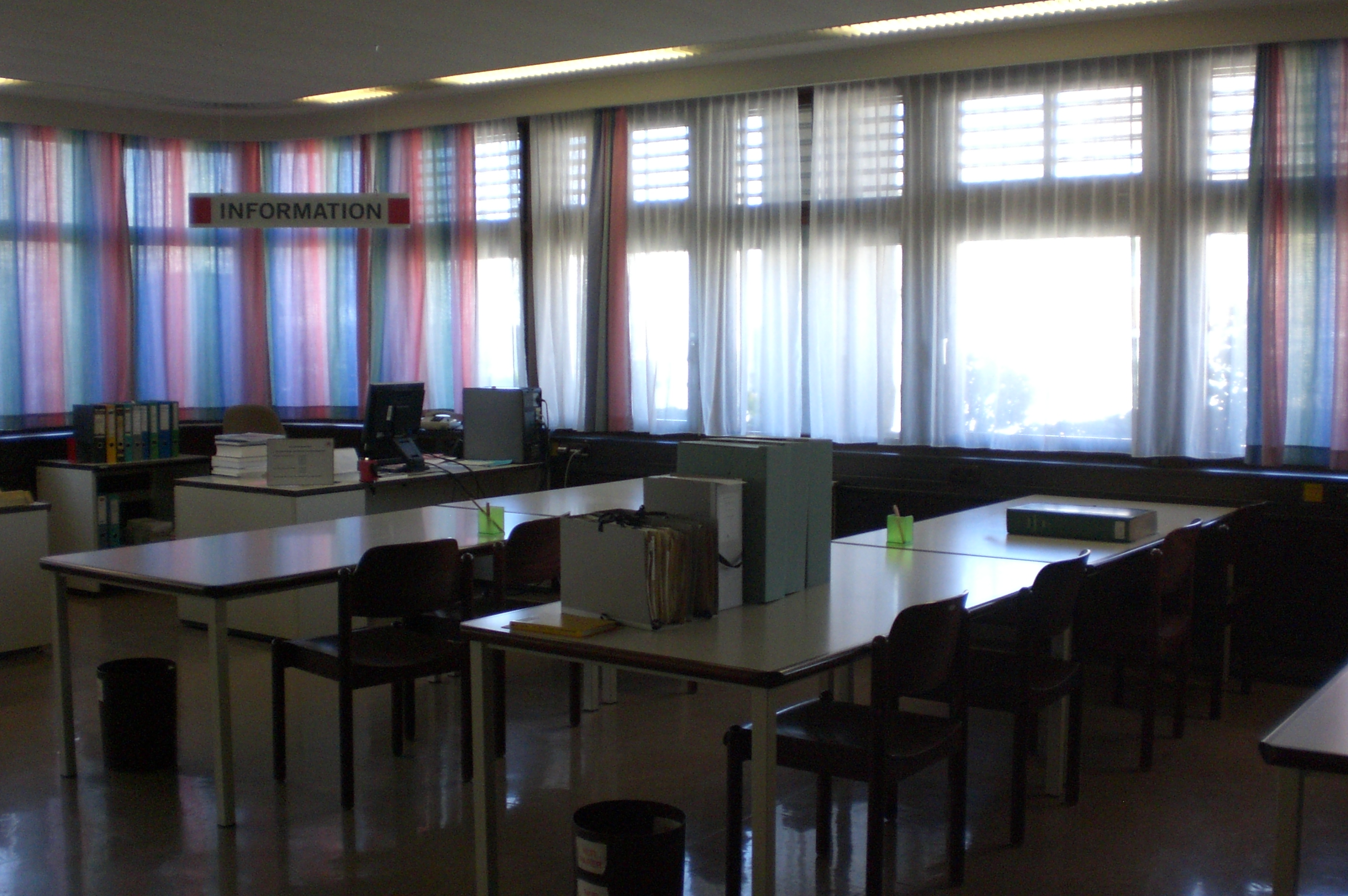
Der Lesesaal des Linzer Stadtarchivs im 3. Stock des Neuen Rathauses

Das Archiv der Stadt Linz ist das Archiv der oberösterreichischen Landeshauptstadt Linz. Es bewahrt diejenigen Unterlagen der Stadt Linz auf, die nicht mehr im laufenden Amtsgebrauch stehen, und betreibt Forschungen auf dem Gebiet der Linzer Stadtgeschichte.

## Aufgaben
Zentrale Aufgabe des Archivs der Stadt Linz ist die Erforschung und Präsentation der Linzer Geschichte. Forschungsergebnisse werden in Ausstellungen, Publikationen, Videoproduktionen, Internetpräsentationen, Veranstaltungen und Vortragsreihen dargestellt. Das Archiv ist auch Anlaufstelle für Forschungen auf dem Gebiet der allgemeinen und vergleichenden Geschichte sowie der Linzer Stadtgeschichte und bewertet die Unterlagen städtischer Dienststellen und der städtischen Unternehmungen im Hinblick auf ihre Bedeutung für die Verwaltung und die künftige Geschichtsforschung. Die wichtigsten („archivwürdigen“) Unterlagen werden dauerhaft aufbewahrt und für Recherchen erschlossen. Für die Präsentation der Linzer Geschichte sammelt das Archiv Dokumentationsmaterial über Vereine, Institutionen, Firmen und prominente Persönlichkeiten. Stadtentwicklung und Ereignisse in Linz werden laufend durch Fotografien, Videos und Sammeln von Schriftgut dokumentiert.

## Bestände
Das Archiv der Stadt Linz geht in seinen Anfängen auf das Ende des 14. Jahrhunderts zurück. Die ältesten Bestände des Archivs stellen die Urkunden des Mittelalters und der frühen Neuzeit (ab 1298) sowie die – im 19. Jahrhundert dezimierten – Altakten und Handschriften (ab dem 16. Jahrhundert) dar. Heute besteht das Archivgut zu 90 Prozent aus den Verwaltungsakten des 20. Jahrhunderts, ergänzt durch eine umfangreiche Bibliothek sowie audiovisuelle Medien. Die Bestände gliedern sich grob in das so genannte „Alte Archiv“, welches abgeschlossen ist, die „Städtische Registratur“, wo laufend neue Unterlagen hinzukommen, und den Bereich der Sammlungen (Dokumentation, Audiovisuelle Medien, Sammlungen, Bibliothek). Innerhalb dieser groben Ordnung folgt die Archivtektonik dem Provenienzprinzip. Die Homepage des Archivs erteilt einen ersten Überblick über die vorhandenen Unterlagen. Große Teile des Archivs sind vor Ort elektronisch recherchierbar.

## Benutzung
Das Archiv der Stadt Linz ist ein öffentliches Archiv, das während der Öffnungszeiten nach Terminvereinbarung auf der Homepage benutzt werden kann. Die Benutzung des Archivs und die Einsichtnahme in Schriftgut unterliegen der Archivordnung der Stadt Linz und den Bestimmungen des Oö. Archivgesetzes, des österreichischen Datenschutzgesetzes sowie des Allgemeinen Verwaltungsverfahrensgesetzes.
Die persönliche Einsichtnahme ist kostenlos, schriftliche und telefonische Anfragen sind möglich. Für bestimmte Leistungen werden Gebühren und Kostenersätze erhoben.

## Publikationen
Die aktuellen Publikationen werden auf der Homepage präsentiert und können – sofern sie nicht vergriffen sind – direkt beim Archiv der Stadt Linz bestellt werden.
- Historisches Jahrbuch der Stadt Linz
Das Historische Jahrbuch der Stadt Linz enthält Beiträge zur Linzer Stadtgeschichte.
- Linzer Forschungen
In den Linzer Forschungen werden Themen zur Linzer Stadtgeschichte monographisch abgehandelt.
- Sonderpublikationen
Ausstellungskataloge, Monographien, Chroniken, Jubiläumsschriften
- Linzer Regesten
Die Linzer Regesten beinhalten Auszüge aus Geschichtsquellen mit Linz-Bezügen aus österreichischen und außer-österreichischen Archiven.

Zu den wichtigsten wissenschaftlichen Publikationen der letzten Jahre gehören (sortiert nach Erscheinungsjahr):
- Fritz Mayrhofer, Walter Schuster (Hrsg.): Nationalsozialismus in Linz. 2 Bände, 2. Auflage, Linz 2002.
- Walter Schuster, Wolfgang Weber (Hrsg.): Entnazifizierung im regionalen Vergleich: der Versuch einer Bilanz. Linz 2004, ISBN 3-900388-55-5, ooegeschichte.at [PDF].
- Fritz Mayrhofer, Walter Schuster (Hrsg.): Linz im 20. Jahrhundert. 2. Bände, Linz 2010.
- Wolfgang Weber, Walter Schuster (Hrsg.): Biographien und Zäsuren, Österreich und seine Länder 1918–1933–1938. Linz 2011.
- Verena Wagner: Jüdische Lebenswelten – Zehn Linzer Biographien. Linz 2013.
- Gabriella Hauch: Frauen.Leben.Linz, Eine Frauen- und Geschlechtergeschichte im 19. und 20. Jahrhundert. Linz 2013.
- Michael John: Vom nationalen Hort zur postmodernen City, Zur Migrations- und Identitätsgeschichte der Stadt Linz im 20. und 21. Jahrhundert. Linz 2015.
- Verena Wagner: Linz 1918/1938 – Jüdische Biographien. Linz 2018.
- Walter Schuster: Aecht Franck – Biographie einer Firma. Linz 2019.
- Walter Schuster, Cornelia Daurer (Hrsg.): Die Gemeindevertretung der Stadt Linz von 1968 bis heute. Linz 2021.
- Cornelia Daurer et al.: Bericht der Linzer Straßennamenkommission. Linz 2022. PDF

Folgende Bildbände erschienen in den letzten Jahren zu historischen Themen (sortiert nach Erscheinungsjahr):
- Fritz Mayrhofer, Walter Schuster (Hrsg.): Bilder des Nationalsozialismus in Linz. 2. Auflage, Linz 2007.
- Fritz Mayrhofer, Walter Schuster (Hrsg.): Linz-Bilder. 4 Bildbände zu Linz von 1848 bis 2008, mehrere Auflagen, Linz 2005–2008.
- Fritz Mayrhofer, Walter Schuster, Anneliese Schweiger (Hrsg.): Linz_Einst/Jetzt. 2. Auflage, Linz 2010.[1]
- Fritz Mayrhofer, Walter Schuster, Anneliese Schweiger (Hrsg.): Linz_Einst/Jetzt 2. Linz 2011.
- Fritz Mayrhofer, Walter Schuster, Anneliese Schweiger, Cathrin Hermann (Hrsg.): Linz_Einst/Jetzt 3. Linz 2012.
- Cornelia Daurer, Cathrin Hermann, Fritz Mayrhofer, Walter Schuster: Linz – Ansichten aus sechs Jahrhunderten. Linz 2014.

## Projekte
Nationalsozialismus in Linz
Der Gemeinderat der Stadt Linz beschloss im Jahr 1996, die Zeit des Nationalsozialismus inklusive der Vorgeschichte vor 1938 und der Entnazifizierung nach 1945 wissenschaftlich aufarbeiten zu lassen.
50 Historiker behandelten relevante Aspekte zum Thema Nationalsozialismus in Linz. Das Ergebnis liegt in mehreren Publikationen vor.
Linz im 20. Jahrhundert
Im Jahr 2003 beschloss der Gemeinderat der Stadt Linz, das gesamte 20. Jahrhundert zum Thema wissenschaftlicher Forschung im Archiv der Stadt Linz zu machen. Das Archiv der Stadt Linz konnte als erstes Ergebnis die Reihe „Linz-Bilder“ vorlegen, die in vier Bänden den Werdegang der Stadt Linz von den Anfängen der politischen Gemeinden in Österreich (1848) bis zur Gegenwart illustriert. Im Vorfeld des Kulturhauptstadtjahres 2009 konnte der Band „Kultur- und Freizeiträume in Linz im 20. Jahrhundert“ von Birgit Kirchmayr als Historisches Jahrbuch herausgegeben werden. Daran schloss das zweibändige Werk „Linz im 20. Jahrhundert“ mit zwölf Beiträgen zur Linzer Wirtschafts- und Politikgeschichte an, welches 2010 erschien. Mit dem 2011 erschienenen Buch „Biographien und Zäsuren, Österreich und seine Länder 1918-1933-1938“ werden erstmals die Verwaltungseliten und deren Entwicklung im Bund, in den einzelnen Bundesländern und in der Stadt Linz entlang der Zäsuren von 1918, 1933 und 1938 behandelt.
Linz 1918–1938
Mit dem Ziel einer wissenschaftlichen Auseinandersetzung mit der Zwischenkriegszeit beschloss der Linzer Gemeinderat am 4. Juni 2009 ein neues Projekt des Archivs der Stadt Linz. Die Themenfelder des Projekts umfassen besonders die politischen Akteure im Linz der Zwischenkriegszeit, also die politischen Parteien, deren Vorfeldorganisationen und Programme, die ideologischen Gegensätze zwischen den „Lagern“, die Entstehung und Entwicklung der verschiedenen Wehrverbände, das Verhältnis der Kirche zur Politik, das Verhältnis von Stadt Linz und Land Oberösterreich, sowie die Auswirkungen der Zäsuren 1918–1934–1938 auf Politik und Verwaltung.
Untersuchung der Linzer Straßennamen
Im Jahr 2019 beschloss der Gemeinderat der Stadt Linz eine Kommission aus Historikerinnen und Historikern damit zu beauftragen, eine Überprüfung der Linzer Straßennamen auf eine mögliche historische Belastung durchzuführen. Der Untersuchungszeitraum umfasste das 19. und 20. Jahrhundert. Zu den Schwerpunkten zählte neben der Zeit des Nationalsozialismus auch der österreichische Ständestaat bzw. Austrofaschismus. Untersucht wurden die Personen insbesondere auf die Problemfelder Antisemitismus, Nationalsozialismus und antidemokratisches Handeln, aber auch Frauenfeindlichkeit, Kolonialismus, Rassismus und unethische medizinische Versuche an Menschen. Am 8. November 2022 wurde der aus der Untersuchung hervorgehende Linzer Straßennamenbericht veröffentlicht.

## Ausstellungen
Das Archiv der Stadt Linz führt laufend Ausstellungen zur Stadtgeschichte durch. Diese werden in verschiedenen Bildungs- und Kultureinrichtungen, Seniorenzentren, Schulen und anderen Institutionen gezeigt. Ab 2010 wurden begleitend zur Publikation „Linz_Einst/Jetzt“ die Veränderungen im Stadtbild anhand historischer wie aktueller Aufnahmen identer Motive dokumentiert, im Jahr 2014 folgte eine Ausstellung mit ausgewählten Bildern aus der Publikation „Linz – Ansichten aus sechs Jahrhunderten“ nach.

## Stadtgeschichtliche Themen
Das Archiv der Stadt Linz präsentiert auf seiner Homepage laufend seine Tätigkeiten, aktuellen Forschungsergebnisse sowie Filme zu stadtgeschichtlichen Themen. Zusätzlich werden neben einer Zeittafel zur Geschichte der Stadt Linz besonders häufig nachgefragte Themen online dargestellt:
Die Bürgermeister der Stadt LinzDie Bürgermeister der Stadt Linz von 1848 bis zur Gegenwart, nach Zeitabschnitten gegliedert, jeweils in chronologischer Reihenfolge
GemeinderatswahlenDie Ergebnisse der Gemeinderatswahlen ab 1919
Linzer StraßennamenDie Linzer Straßen, Gassen, Wege und Plätze in alphabetischer Reihenfolge mit Lagebeschreibung, Herkunft der Straßennamen und Datum der Benennung
Erinnerungsorte der NS-Verfolgung in LinzAufstellung der Orte, die mit der nationalsozialistischen Verfolgung von politischen, religiösen, ethnischen und sozialen Minderheiten in Linz zusammenhängen
DenkmaldatenbankMit 2011 wurde die unter der Leitung von Willibald Katzinger erstellte Denkmaldatenbank durch das Archiv der Stadt Linz zur Aktualisierung und Weiterführung übernommen.